# Nazionale maschile di football americano del Nicaragua
La nazionale di football americano del Nicaragua è la selezione maggiore maschile di football americano  che rappresenta il Nicaragua nelle varie competizioni ufficiali o amichevoli riservate a squadre nazionali.

## Risultati
Legenda: Grassetto: Risultato migliore, Corsivo: Mancate partecipazioni

## Dettaglio stagioni

### Amichevoli
| Stagione | Vin | Par | Per | Tot | PF   | PS   | avversaria                          |
| -------- | --- | --- | --- | --- | ---- | ---- | ----------------------------------- |
| 2009     | ?   | ?   | ?   | 1   | ?    | ?    | Costa Rica                          |
| 2019     | 0   | 0   | 2   | 2   | 22   | 55   | El Salvador, Costa Rica (selezione) |
| 2023     | 0   | 0   | 1   | 1   | 0    | 6    | El Salvador                         |
| Totale   | 0+? | 0+? | 3+? | 4   | 22+? | 61+? |                                     |

### Tornei

#### Central American Bowl
| Stagione | regular season | regular season | regular season | regular season | regular season | regular season | playoff | playoff | playoff | playoff | playoff | playoff   | playoff    |
|          | Vin            | Par            | Per            | Tot            | PF             | PS             | Vin     | Per     | Tot     | PF      | PS      | risultato | avversaria |
| -------- | -------------- | -------------- | -------------- | -------------- | -------------- | -------------- | ------- | ------- | ------- | ------- | ------- | --------- | ---------- |
| 2013     | 0              | 0              | 1              | 1              | 6              | 75             | 2       | 0       | 2       | 68      | 48      | Terzi     | Guatemala  |
| 2018     | 0              | 0              | 1              | 1              | 6              | 75             | 2       | 0       | 2       | 68      | 48      | Terzi     | Guatemala  |
| Totale   | 0              | 0              | 1              | 1              | 6              | 75             | 2       | 0       | 2       | 68      | 48      |           |            |

#### Four nations/4 Naciones
| Stagione | regular season | regular season | regular season | regular season | regular season | regular season | playoff | playoff | playoff | playoff | playoff | playoff      | playoff     |
|          | Vin            | Par            | Per            | Tot            | PF             | PS             | Vin     | Per     | Tot     | PF      | PS      | risultato    | avversaria  |
| -------- | -------------- | -------------- | -------------- | -------------- | -------------- | -------------- | ------- | ------- | ------- | ------- | ------- | ------------ | ----------- |
| 2009     | -              | -              | -              | -              | -              | -              | 2       | 0       | 2       | 56      | 6       | Campioni     | Honduras    |
| 2012     | -              | -              | -              | -              | -              | -              | 2       | 0       | 2       | 41      | 10      | Campioni     | Honduras    |
| 2015     | -              | -              | -              | -              | -              | -              | 0       | 2       | 2       | 0       | 60      | Quarto posto | El Salvador |
| Totale   | -              | -              | -              | -              | -              | -              | 4       | 2       | 6       | 97      | 76      |              |             |

### Riepilogo partite disputate
| Anno              | Luogo           | Evento                    | Fase del torneo      | Incontro                     | Risultato        |
| 12 settembre 2009 | Managua         | Four nations              | Semifinale           | Nicaragua - El Salvador      | 33 - 6           |
| 13 settembre 2009 | Managua         | Four nations              | Finale               | Nicaragua - Honduras         | 23 - 0           |
| 4 dicembre 2009   | Managua         | Amichevole                |                      | Nicaragua - Costa Rica       | ? - ?            |
| 20 marzo 2010     | Santa Tecla     | Torneo 4 Naciones         | Semifinale           | Guatemala - Nicaragua        |                  |
| 21 marzo 2010     | Santa Tecla     | Torneo 4 Naciones         | ?                    | Segnaposto - Nicaragua       |                  |
| 29 settembre 2012 | Managua         | Torneo 4 Naciones         | Semifinale           | Costa Rica - Nicaragua       | 7 - 32           |
| 30 settembre 2012 | Managua         | Torneo 4 Naciones         | Finale               | Honduras - Nicaragua         | 3 - 9            |
| 10 settembre 2013 | San Salvador    | Central American Bowl     | Primo turno          | Nicaragua - Panama           | 6 - 75           |
| 12 settembre 2013 | San Salvador    | Central American Bowl     | Semifinale           | El Salvador - Nicaragua      | 22 - 33          |
| 14 settembre 2013 | San Salvador    | Central American Bowl     | Finale 3º - 4º posto | Guatemala - Nicaragua        | 26 - 35          |
| 29 novembre 2014  | Tegucigalpa     | CA-4 I                    | Semifinale           | Nicaragua - USAC Gladiatores | 6 - 0 a tavolino |
| 30 novembre 2014  | Tegucigalpa     | CA-4 I                    | Finale               | Honduras - Nicaragua         | 30 - 20          |
| 5 dicembre 2015   | Tegucigalpa     | IFAF 4 Nations Tournament | Semifinale           | Honduras - Nicaragua         | 22 - 0           |
| 6 dicembre 2015   | Tegucigalpa     | IFAF 4 Nations Tournament | Finale 3º - 4º posto | El Salvador - Nicaragua      | 38 - 0           |
| 6 febbraio 2018   | San José Pinula | Central American Bowl     | Girone               | Guatemala - Nicaragua        | 9 - 6 o.t.       |
| 8 febbraio 2018   | San José Pinula | Central American Bowl     | Girone               | Costa Rica - Nicaragua       | 27 - 13          |
| 9 febbraio 2018   | San José Pinula | Central American Bowl     | Finale 5º - 6º posto | Nicaragua - El Salvador      | 8 - 7            |
| 16 marzo 2019     | Santa Tecla     | Amichevole                |                      | El Salvador - Nicaragua      | 26 - 0           |
| 14 dicembre 2019  | Diriamba        | Latino Bowl               |                      | Nicaragua - Costa Rica CRFL  | 22 - 29          |
| 18 novembre 2023  | Santa Tecla     | Amichevole                |                      | El Salvador - Nicaragua      | 6 - 0            |

## Confronti con le altre Nazionali
Questi sono i saldi del Nicaragua nei confronti delle Nazionali incontrate.

### Saldo in pareggio
| Nazionale               | Giocate | Vinte | Pareggiate | Perse | PF | PS  | Ultima vittoria | Ultimo pari | Ultima sconfitta |
| ----------------------- | ------- | ----- | ---------- | ----- | -- | --- | --------------- | ----------- | ---------------- |
| El Salvador (nazionale) | 6       | 3     | 0          | 3     | 74 | 105 | 2018            | -           | 2023             |
| Honduras                | 4       | 2     | 0          | 2     | 52 | 55  | 2012            | -           | 2016             |
| Guatemala               | 2       | 1     | 0          | 1     | 41 | 35  | 2013            | -           | 2018             |

### Saldo negativo
| Nazionale              | Giocate | Vinte | Pareggiate | Perse | PF | PS | Ultima vittoria | Ultimo pari | Ultima sconfitta |
| ---------------------- | ------- | ----- | ---------- | ----- | -- | -- | --------------- | ----------- | ---------------- |
| Costa Rica (selezione) | 1       | 0     | 0          | 1     | 22 | 29 | -               | -           | 2019             |
| Panama                 | 1       | 0     | 0          | 1     | 6  | 75 | -               | -           | 2013             |

### Dati incompleti
| Nazionale              | Giocate | Vinte | Pareggiate | Perse | PF   | PS   | Ultima vittoria | Ultimo pari | Ultima sconfitta |
| ---------------------- | ------- | ----- | ---------- | ----- | ---- | ---- | --------------- | ----------- | ---------------- |
| Costa Rica (nazionale) | 3       | 1+?   | 0+?        | 1+?   | 45+? | 30+? | 2012            | ?           | 2018             |